# Die Prophezeiung (Hohlbein)
Die Prophezeiung ist ein Horrorroman von Wolfgang und Heike Hohlbein aus dem Jahr 1993. Die Autoren binden in die Handlung zahlreiche Elemente der altägyptischen Mythologie ein.

## Handlung
Im 14. Jahrhundert v. Chr. gerät Pharao Echnaton mit seiner Leibgarde in einen Hinterhalt: Die Feinde der vom Herrscher proklamierten monotheistischen Religion wollen ihn um jeden Preis aus dem Weg schaffen. Kurz vor seinem Tode muss Echnaton feststellen, dass sein engster Vertrauter Eje ihn verraten hat. Bevor dieser ihn ermordet, verflucht er ihn, ewig zu leben und keine Ruhe zu finden, „bis sich die Toten wieder aus ihren Gräbern erheben“.
Die Gegenwart, in der deutschen Kleinstadt Crailsfelden: Der junge Aton, Sohn zweier Ägypten-begeisterter Eltern, hat nicht nur aufgrund seines ungewöhnlichen Namens unter dem Spott seiner Mitschüler am Sänger-Internat zu leiden. Als er jedoch mit seiner Klasse an einem Ausflug ins Museum teilnimmt, erreicht der Einfluss der altägyptischen Götterwelt auf sein Leben eine neue Dimension: Eine Mumie erwacht in ihrer Vitrine zum Leben und greift ihn an. Wenig später wird er von dem Ägypter Petach, einem Freunde seines Vaters, aus dem Internat abgeholt und nach Hause gebracht.
Beim Hause seiner Eltern angekommen, stellt Aton erstaunt fest, dass sie sich einen Dobermann namens Anubis zugelegt haben. Auch muss er erfahren, dass sie Weihnachten nicht mit ihm zusammen verbringen können, da sein Vater bei einem Staudammprojekt am Nil gebraucht wird. Am nächsten Morgen jedoch gerät die Routine noch mehr aus den Fugen: Die Nachrichten melden eine verheerende Explosion in Crailsfelden, bei der es viele Tote und Verletzte gab, darunter auch Mitschüler Atons. Dieser begreift schnell, dass Petach wusste, was geschehen würde, und ihm das Leben gerettet hat. Nach dem mit einigem Chaos verbundenen Eintreffen einer kleinen grauen Katze namens Bastet erfährt Aton schließlich von dem Ägypter die Wahrheit: Die Götter aller alten und neuen Mythologien sind wirklich, sie existieren, solange Menschen an ihre Existenz glauben. Erst mit dem Tode des letzten Gläubigen stirbt ein Gott wirklich. Bevor er seine Erklärungen zu Ende führen kann, werden sie von der Kriegermumie aus dem Museum angegriffen, die Aton bis hierher gefolgt ist. Sie verwundet Petach tödlich und will auch Aton töten, doch dieser wird von Zaubern geschützt und kann den Untoten schließlich in Brand setzen und vernichten. Die Polizei trifft, von der Alarmanlage aufmerksam gemacht, ein und befragt Aton und den erstaunlicherweise völlig unverletzten Petach. Dieser beschwichtigt sowohl die misstrauische Beamtin Sascha als auch Atons besorgte Eltern.
Nachdem er letztere am nächsten Tage am Flughafen verabschiedet hat, soll Aton mit Petach zu seiner Großmutter fahren, als er auf der Rolltreppe des Parkhauses ein beklemmendes Erlebnis hat. Die Treppe nimmt plötzlich kein Ende, führt ihn immer weiter in die Tiefe und wird schließlich zu einem antiken Gemäuer, das ihn in das Innere einer riesigen Pyramide bringt. Dort wird er nicht nur von einem geheimnisvollen Fremden angegriffen, sondern findet auch ein von einem skelettierten Fährmann bewachtes Pharaonengrab. Nur mit Mühe kann er entkommen und rennt, plötzlich wieder am Flughafen, in Sascha hinein. Die Polizistin ist nun umso misstrauischer und lässt sich auch von Petach nur schwer beruhigen; im Gehen weist sie Aton auf ein Ankh hin, das aus seiner Tasche gefallen sei.
Als Nächstes begeben sie sich zum Haus eines arabischen Derwischs mit Namen Sufi, der zwar zuerst freundlich wirkt, Aton dann jedoch ein Betäubungsmittel verabreicht. Er und Petach bringen den Jungen in eine abgelegene Klinik, wo sie eine Behandlung an ihm vornehmen wollen. Das Ankh hindert sie jedoch daran und beschützt Aton, so dass er fliehen kann. Bald wird er erneut von der Mumie aus dem Museum verfolgt, diesmal mit einem antiken Streitwagen. Sascha und eine mysteriöse Katzengruppe können ihn in letzter Minute retten. Die junge Polizistin nimmt ihn mit zu sich und forscht nach. Sie findet heraus, dass es einen Mann namens Petach nicht gibt, und dass „Petach“ die Aussprache des ägyptischen Gottes Ptah ist.
Am nächsten Tag wollen die beiden weiter nachforschen, werden aber von einer mordlüsternen Sphinx angegriffen und vertrieben. Aton und Sascha werden getrennt und Aton läuft Petach in die Arme. Dieser bittet ihn, ihm zu vertrauen, und klärt ihn darüber auf, dass er in seiner Schulter einen Splitter hat, der dorthin geriet, als er als kleiner Junge im Tal der Könige verschüttet wurde. Der Splitter ist in Wahrheit das Mittelstück des magischen Udjatauges, dass zur Erweckung der Toten notwendig ist. Wird es an seinen Platz im Grabmal von Echnaton und Nofretete zurückgebracht, kann der Zauber nicht ausgeführt und Eje nicht erlöst werden, und somit der Fluch sich nicht erfüllen. So könnte verhindert werden, dass die bösartigen Götter Osiris und Horus die Macht über die Menschen Ägyptens an sich reißen. Diese sind es nämlich, so erklärt Petach, die den Tod Ejes fürchten, denn er ist der letzte, der wirklich an die altägyptischen Götter glaubt. Stirbt er, werden auch sie vergehen.
Sie beschließen, nach Ägypten zu Atons Eltern zu reisen. In Gizeh angekommen, treffen sie bald auf Sascha, die ihnen nachgereist ist. Bei einem erneuten Angriff der mysteriösen Mumie werden Sascha und Aton von Petach gerettet, der zurückbleibt und sie anweist, einen Mann namens Yassir aufzusuchen. Dieser erweist sich als ein örtlicher Fremdenführer, der sie zu einer geheimen Kammer führt, in der sich die Karte zu Echnatons Grab verbirgt. Nach einigen Schwierigkeiten dort angekommen – und mittlerweile in Begleitung der Göttin Bastet und seines Vaters – will Aton das Auge zurücklegen, aber Yassir, der niemand anderes ist als Eje, der Verräter, will endlich sterben dürfen und entreißt es dem Jungen. So tritt die Prophezeiung ein, aber Aton kann den Feldzug der Toten aufhalten, indem er mithilfe des Staudamms seines Vaters das Tal flutet, in welchem die Krieger des Echnaton erwachen: Das Wasser und die Macht des Gottes Aton – der Sonne – zerstören die untote Armee. Die Prophezeiung wurde jedoch erfüllt, weshalb Eje endlich sterben darf. Als er tot ist, vergehen in kurzer Zeit auch die mittlerweile anwesenden Götter – einschließlich Petachs, der tatsächlich niemand anderes war als der Gott Ptah.
Zuletzt muss auch Sascha gehen, die Aton zuvor einen kurzen Blick auf ihr wahres Selbst gewährt: Sie ist ein Engel, den er selbst zu seinem Schutz herbeigewünscht und dadurch zum Leben erweckt hat.

## Hintergrund
Die fiktive Kleinstadt Crailsfelden findet auch in Hohlbeins Romanserie Nemesis Erwähnung. Das im Zuge der Handlung abbrennende Internat von Crailsfelden ist Haupthandlungsort seiner Romane Katzenwinter und Magog.

### Erwähnte Götter
- Anubis
- Aton
- Bastet
- Horus
- Isis
- Osiris
- Ptah

## Ausgaben
- Wolfgang Hohlbein: Die Prophezeiung Heyne 2003 ISBN 3-453-86442-5
- Wolfgang und Heike Hohlbein: Die Prophezeiung. Eine phantastische Geschichte Ueberreuter April 2003 ISBN 3-800-05043-9
- Wolfgang und Heike Hohlbein: Die Prophezeiung Ueberreuter 2003 ISBN 3-800-02383-0 (gebundene Ausgabe)